# Francine Demichel
Francine Demichel, née le 31 octobre 1938, agrégée de droit public, est professeure des universités émérite en droit public à l'université de Paris-VIII (« Vincennes à Saint-Denis »). Elle est également présidente de la Fondation de l'université de Corse Pascal-Paoli.  

## Biographie
Au cours de sa carrière, elle enseigne successivement à l'université de Besançon, à l'Université de Lyon et à l'université de Paris-VIII (« Vincennes à Saint-Denis »). En 1987, elle est élue présidente de l'université de Paris-VIII, occupant cette fonction jusqu'en 1991. En 1988, dans le cadre du contrat « Université 2000 », elle engage l'université dans un vaste programme d'agrandissement de la bibliothèque (dix ans plus tard, en 1998, le bâtiment conçu par l'architecte Pierre Riboulet comme le centre et le cœur de l'université est inauguré). 
En 1997, elle entre au cabinet du ministre de l'Éducation nationale Claude Allègre. De 1998 à 2002, elle est directrice de l'enseignement supérieur au ministère de l'Éducation nationale. Très impliquée dans la cause féministe, elle suscitera de nombreux rapports et travaux sur la place des femmes en sciences ou dans l'université. 
Elle est membre de l’Association française du droit de la santé, ainsi que de l’Association du droit dentaire.
Elle est présidente de la Fondation de l'université de Corse Pascal-Paoli depuis juin 2011.

## Publications
- Au nom de quoi ? : libres propos d'une juriste sur la médicalisation de la vie, Bordeaux, LEH éd., 2006, 280 p. (ISBN 2-84874-055-8)
- Éléments pour une théorie des relations internationales, Paris, Berger-Levrault, coll. « Mondes en devenir », 1986, 228 p. (ISBN 2-7013-0632-9)
- (en coll. avec Robert Charvin et Madjid Ben Chikh), Introduction critique au droit international, Lyon, Presses universitaires de Lyon, coll. « Critique du droit », 1986, 134 p. (ISBN 2-7297-0286-5)
- La lutte idéologique dans la France contemporaine, Paris, Librairie générale de droit et de jurisprudence, 1982, 215 p. (ISBN 2-275-01072-6)
- (en coll. avec André Demichel), Cuba, Paris, Librairie générale de droit et de jurisprudence, coll. « Comment ils sont gouvernés », 1979, 419 p. (ISBN 2-275-01178-1)
- (en coll. avec André Demichel et Marcel Piquemal), Pouvoir et libertés : essai de typologie des libertés dans le capitalisme monopoliste d'État, Paris, Éditions sociales, 1978, 318 p. (ISBN 2-209-05296-3)
- (en coll. avec André Demichel et Marcel Piquemal), Institutions et pouvoirs en France une traduction institutionnelle du capitalisme monopoliste d'État, Paris, Éditions sociales, 1975, 224 p.
- (en coll. avec André Demichel), Les dictatures européennes, Paris, Presses universitaires de France, coll. « Thémis: Sciences politiques », 1973, 378 p. (ISBN 2-275-01178-1)
- (en coll. avec André Demichel), Droit électoral, Paris, Dalloz, coll. « Manuels Dalloz de droit usuel », 1973, 393 p. (ISBN 2-247-00457-1)

### Textes en ligne
- 2000. «Governance in Higher Education: the Viewpoint of France». Journal of the Programme on Institutional Management in Higher Education. Volume 12, no 1.

## Distinctions
- Officière de la Légion d'honneur (1999)
- Commandeure de l'ordre des Palmes académiques